# Fiat Ducato
Fiat Ducato este un vehicul comercial ușor dezvoltat în comun de FCA Italia și Grupul PSA (în prezent Stellantis), și produs în principal de Sevel, un joint venture dintre cele două companii din 1981. De asemenea, a fost vândut ca Citroën C25, Peugeot J5, Alfa Romeo AR6 și Talbot Express și mai târziu ca Fiat Ducato, Citroën Jumper și Peugeot Boxer, din 1994 încoace. A intrat pe piața nord-americană ca Ram ProMaster în mai 2014.

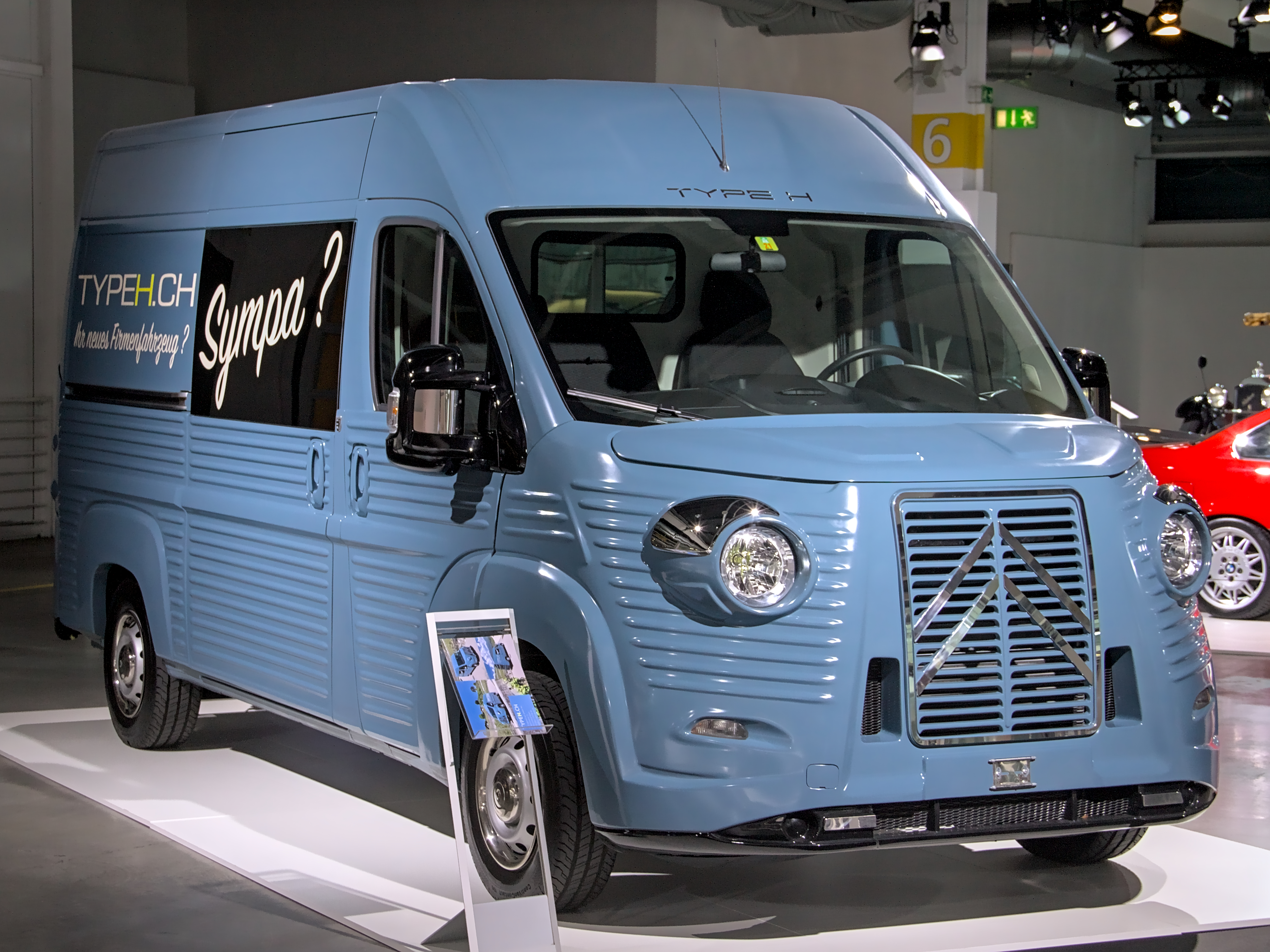
Citroën Jumper Tip H